# Пригород (Древняя Русь)
При́город — в удельно-вечевой период русской истории (в древней Руси) младший город (своего рода колония главного города области), подчинённый городу главному, и при его усилении становившийся самостоятельным.
В Толковом словаре живого великорусского языка Владимира Даля указано что При́город, пригородок, (стар.) городок, приписанный к городу. Ростов есть старой и большой град, град же Владимир пригородок наш есть, Никон. На чём станут мужи новгородские, на том и пригороды. Пермь и Вятка пригороды господина великого Новгорода. В московских памятниках, а также в Новгороде и Пскове этот термин ещё употреблялся до XVII столетия.

## История
Пригороды издревле существовали в каждой русской земле и возникали или путём колонизации из главного города, являясь укреплённым убежищем для населения принадлежавших горожанам главного города сёл и деревень, или из городов, попадавших в зависимость от других стольных градов, вследствие завоевания или вымогательства, например в июне 1331 года Василий (в миру — священник Григорий Калека), избранный новгородцами во «владыки», поехал во Владимир Волынский к митрополиту Феогносту для рукоположения, вместе с ним отправились новгородские бояре Кузьма Твердиславич и Варфоломей Остафьев. Полагаясь на ранее заключённый мир с Литвой, они поехали ближайшей дорогой через Литовския владения, но Гедимин задержал их на пути и отпустил только тогда, когда они обещали дать его сыну Наримунду пригороды Новгородские: Ладогу, Орехов городок, Карельский городок, а также Карельскую землю и половину Копорья «в вотчину и дедину».
Население пригородов считалось по отношению к населению главного города младшим и подчинённым ему; летописец говорит: «на чтожь старшии (города) сдумають на томь же и пригороди стануть».
На Руси, некоторые из старших городов, в связи с упадком их торгового и политического значения, по каким-либо причинам, низошли в разряд пригородов, например, древний Изборск («Трувор седе во Изборску, а то ныне пригородок Псковский, а тогда был в Кривичех больший город») или Любеч, первоначально, повидимому, стоявшие во главе самостоятельных волостей, также позднее Ростов и Суздаль, уступившие первенство Владимиру-на-Клязьме.
Иногда пригороды делились даже между частями (концами) главного города, как, например, это было во Пскове.
Если пригород усиливался и добивался самостоятельности, то земля (край, страна) распадалась на две половины: например, Псков был сначала пригородом Новгорода, но со времени добился самостоятельности. В другом источнике указано что с другой стороны, некоторые пригороды с течением времени поднялись на степень самостоятельных центров: так, Псков (Псковская земля), пригород, «младший брат» Великого Новгорода (Новгородская земля), с 1348 года по договору на Болотове отделился от своей метрополии, при чём новгородцы отказались от своих верховных прав, — вызова псковичей на суд в Новгород и выбора посадников для Пскова на новгородском вече.
Иногда русские князья раздавали пригороды в удел сыновьям, и тогда эти пригороды становились центрами новых княжеств. Вследствие особенного усиления пригорода или ослабления главного города они могли поменяться ролями: главный город становился пригородом, а пригород — главным городом. Так, Ростов Великий утратил значение главного города и стал пригородом Суздаля, а затем Владимира, когда и Суздаль подчинился Владимиру.
В Южной Руси термин «пригород» исчезает раньше, и уже в дотатарском периоде пригороды называются городами. В московских, новгородских и псковских памятниках этот термин употребляется ещё в XVI веке.